# Fascination (film, 1931)
Pour les articles homonymes, voir Fascination et Possessed.
Pour plus de détails, voir Fiche technique et Distribution.

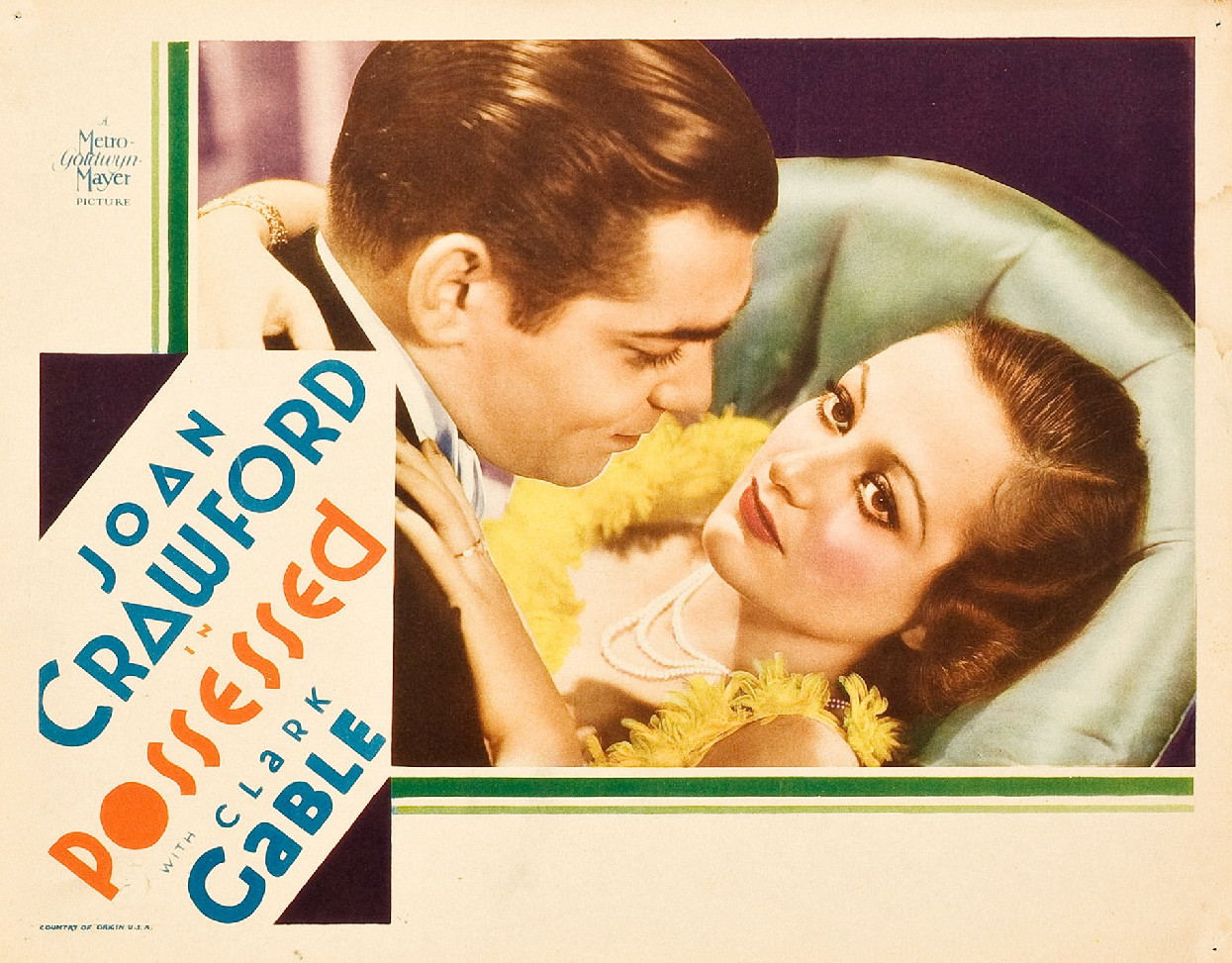
Clark Gable et Joan Crawford

Fascination (Possessed) est un film américain réalisé par Clarence Brown, sorti en 1931.

## Synopsis
Marian Martin, élevée dans une petite ville américaine, rêve d'un avenir plus brillant que son quotidien d'ouvrière. 
Elle quitte son fiancé et sa mère pour vivre à New York, où elle rencontre Mark, qui devient son amant. Sa vie de luxe ne la comble pas puisqu'elle n'arrive pas à se faire épouser de Mark. Désespérée, quand son ancien petit ami la demande en mariage, elle accepte à contrecœur.  

## Fiche technique
- Titre : Fascination
- Titre original : Possessed
- Réalisation : Clarence Brown
- Scénario : Lenore J. Coffee d'après la pièce The Mirage d'Edgar Selwyn
- Production : Clarence Brown, Harry Rapf (non crédité) et Irving Thalberg (non crédité)
- Société de production et de distribution : MGM
- Musique : Charles Maxwell (non crédité)
- Photographie : Oliver T. Marsh
- Montage : William LeVanway
- Direction artistique : Cedric Gibbons
- Costumes : Adrian
- Format : Noir et blanc - 35 mm - 1,37:1 - Son : mono (Western Electric Mirrophonic Recording)
- Pays d'origine : États-Unis
- Genre : Drame social
- Durée : 76 minutes
- Date de sortie :
  - États-Unis : 21 novembre 1931
- Affiche : Jacques Bonneaud (France)

## Distribution
- Joan Crawford : Marian Martin
- Clark Gable : Mark Whitney
- Wallace Ford : Al Manning
- Richard 'Skeets' Gallagher : Wallace Stuart
- Frank Conroy : Horace Travers
- Marjorie White : Vernice La Verne
- John Miljan : John Driscoll
- Clara Blandick : La mère de Marian
- Bess Flowers : invitée
- Jean Del Val : serveur
- André Cheron : M. Lavell
- Joan Standing : secrétaire de Whitney
- Larry Steers : invité
- Jack Pennick